# Belpre (Kansas)
Pour les articles homonymes, voir Belpre.
Belpre est une municipalité américaine située dans le comté d'Edwards au Kansas.
Lors du recensement de 2010, sa population est de 84 habitants. La municipalité s'étend alors sur une superficie de 0,41 mille carré (1,06 km2).
Belpre est fondée en 1879. Son bureau de poste ouvre en juillet de la même année. Située sur le tracé du Atchison, Topeka and Santa Fe Railway, Belpre devient une municipalité en 1906. Son nom provient du français (« beau pré », « belle prairie »).